# 흑백논리
흑백논리(黑白論理, 영어: splitting, binary thinking or black-and-white thinking)는 어떤 상황을 두 개의 선택지로 나누어 보려는 관점이다. ‘이분법’이라고도 부른다. 기준이 객관적인 경우는 참과 거짓을 따지는 것이므로 문제가 되지 않으나, 기준이 분명하지 않을 때 무언가의 긍정적이고 부정적인 특성을 현실적인 실체로 통합하지 못하고 양자택일로 일관하는 것은 흑백논리를 위시한 논리학적 오류에 해당되는데, 이를 거짓 딜레마라고 한다.

## 같이 보기
- 거짓 딜레마
- 분열 (심리학)